# Jirjis Rizqallah
Jirjis Rizqallah al-Basba'li (in arabo جرجس الثاني رزق الله البسبعلي‎?; Beseb'el, 1595 circa – 12 aprile 1670) è stato un patriarca cattolico libanese, patriarca della Chiesa maronita dal 1659 al 1670 con il nome di Jirjis II (in italiano: Giorgio II).
Spesso nelle fonti è chiamato con il nome del villaggio di origine: in arabo al-Basba'li; in latino Georgius Sebelensis.

## Biografia
Jirjis Rizqallah nacque nel villaggio di Beseb'el, nei pressi di Tripoli in Libano, nel 1595 circa, figlio di Hadj Rizqallah.
Nel 1657 fu consacrato vescovo ausiliare (episcopus assistens) del patriarcato maronita.
Alla morte del patriarca Youhanna Bawab, il Santo Sinodo maronita elesse a succedergli il vescovo Jirjis Habquq, il quale, ritenendosi indegno di tale incarico, fuggì nella valle di Qadisha. Si procedette perciò ad una seconda elezione, e questa volta fu eletto, il 1º gennaio 1657, Jirjis Rizqallah.
Il nuovo patriarca inviò a Roma le lettere credenziali per ottenere la conferma papale; ma, per motivi sconosciuti, la Santa Sede tirò per le lunghe l'affare, a tal punto che il patriarca dovette rinnovare le sue istanze. Infine, papa Alessandro VII confermò l'elezione di Jirjis Rizqallah nel concistoro del 26 maggio 1659, anche se il pallio gli fu inviato solo il 15 marzo 1660.
Durante il patriarcato di Jirjis II, il re di Francia Luigi XIV, su istanza dello stesso patriarca e della Santa Sede, aprì un consolato francese a Beirut e nominò Abu Nawfal della famiglia maronita dei Khazen. Con questo atto si rafforzò l'amicizia e la protezione francese verso la Nazione maronita.
Il patriarca morì di peste il 12 aprile 1670 nel monastero di Mar Challita nel Kisrawan.

## Genealogia episcopale e successione apostolica
La genealogia episcopale è:
- Patriarca Youhanna Boutros Bawwab el-Safrawi
- Patriarca Jirjis Rizqallah

La successione apostolica è:
- Vescovo Sarkis al Jamry (1658)
- Patriarca Jibra'il al-Bluzani (1663)
- Patriarca Stefano Douayhy (1668)